# انجمن سلطنتی اسب
انجمن سلطنتی اسب این انجمن در سال ۱۳۵۱ ه‍.خ با الگوگیری از صنعت اسب در انگلستان، باهدف حفظ و تکثیر نژادهای گوناگون اسب ایرانی و برگزاری مسابقات اسب‌دوانی، تأسیس شد. ریاست این انجمن تا سال ۱۳۵۷ بر عهدهٔ کامبیز آتابای بود. در سال ۱۳۵۸ این انجمن منحل و پیست‌های اسب‌دوانیِ آن در اختیار نهادهای مختلف قرار گرفت و اختیارات آن به ادارهٔ سوارکاری داده شد.